# Anacridium aegyptium
Anacridium aegyptium, la llagosta egípcia, és una espècie d'insecte ortòpter pertanyent a la família Acrididae subfamília Cyrtacanthacridinae.
És present en la major part Europa, en l'ecozona afrotropical, l'ecozona paleàrtica oriental, l'Orient Pròxim i Àfrica del nord.
És una de les més grans llagostes europees. Els mascles adults atenyen 30-55 mm de llargària, mentre que les femelles arriben a mesurar entre 65-70 mm de llarg.

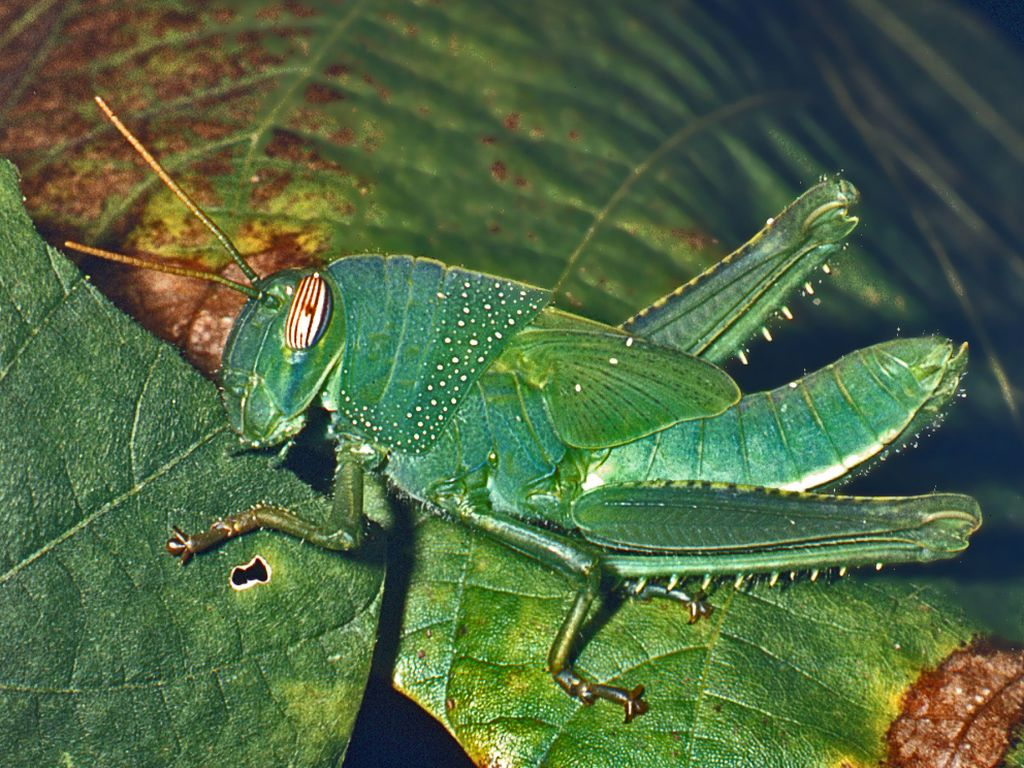
A. aegyptium, nimfa amb les típiques ales juvenils.

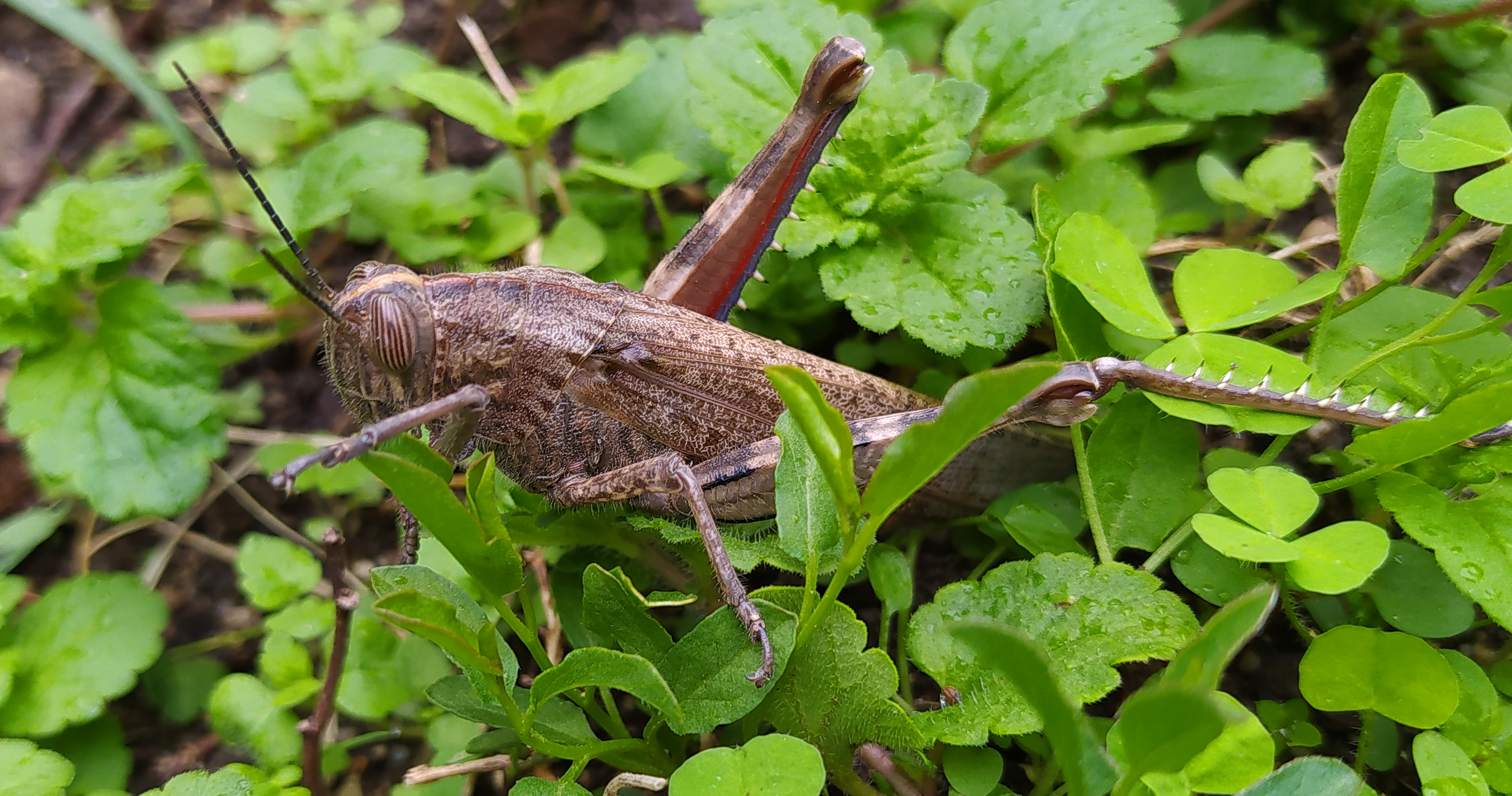
A. aegyptium, femella adulta de 10 cm a l'Escorial, Madrid.

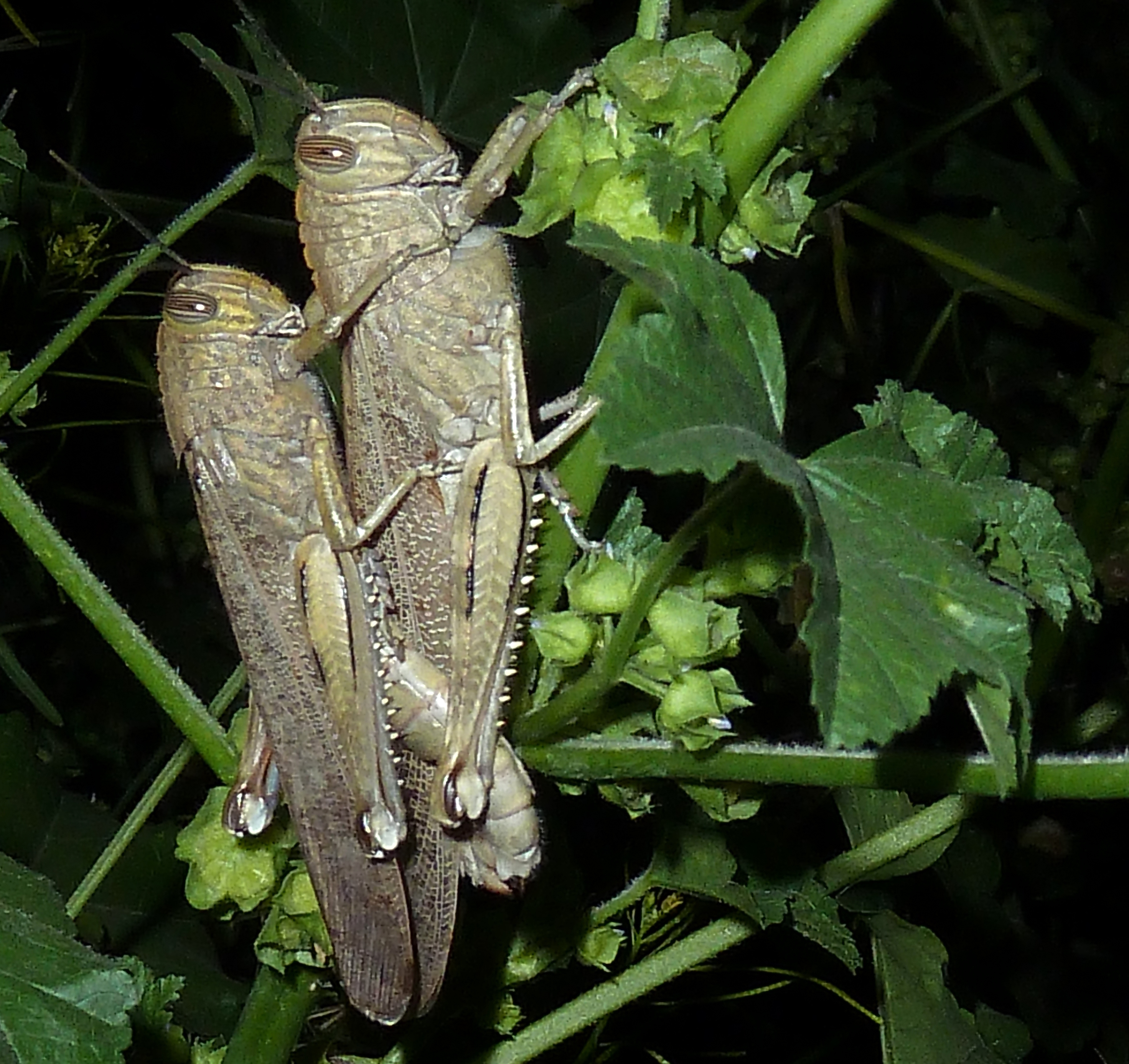
In copula sobre Malva parviflora.

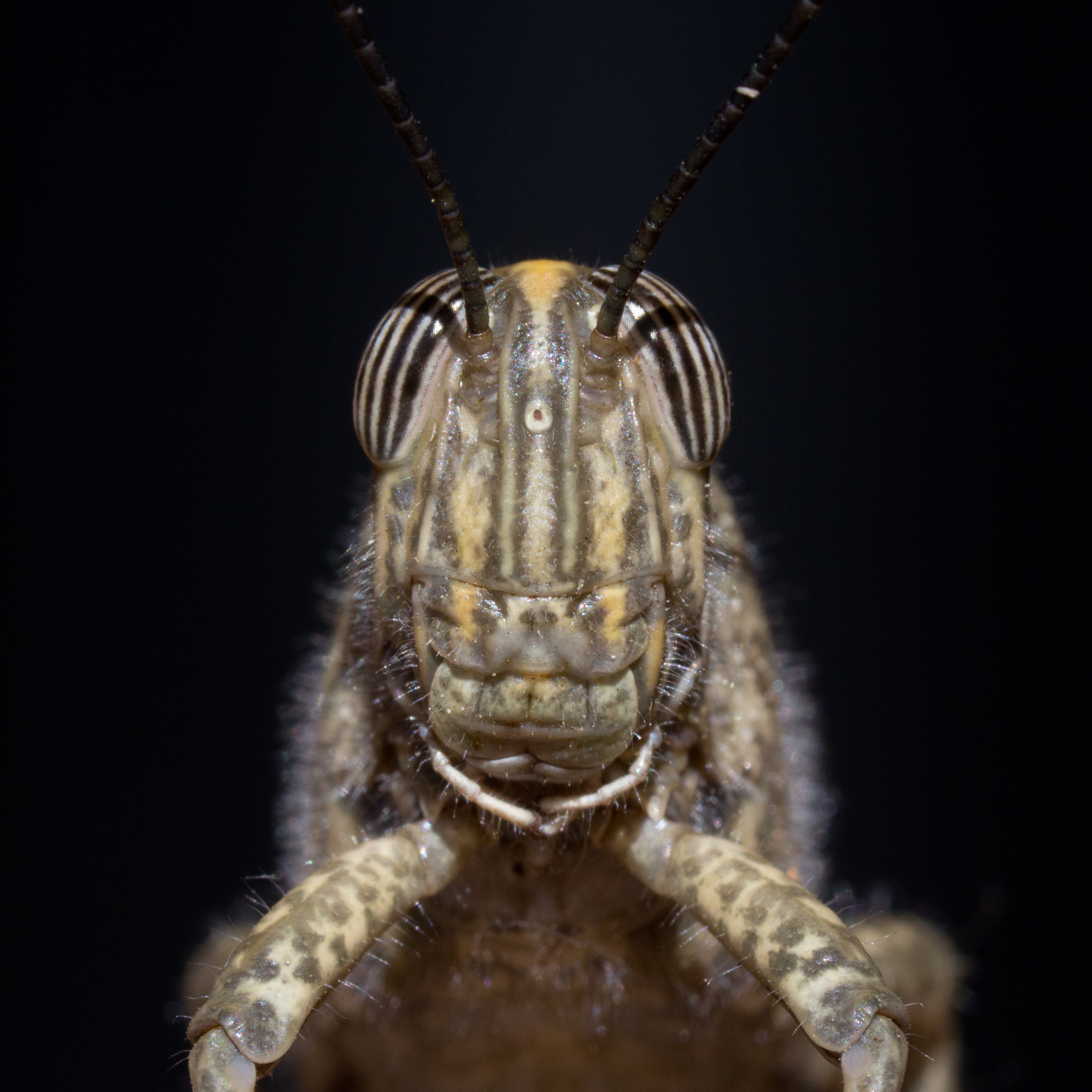
A. aegyptium, primer pla dels ulls.

El seu cos és normalment de color gris, marró o verd oliva, amb antenes relativament curtes i robustes. Les tíbies de les seves potes posteriors són blaves, amb fèmurs tarongencs. Els fèmurs posteriors tenen unes característiques marques fosques. És fàcilment identificable també pels seus característics ulls amb ratlles verticals de color blanc i negre. El protòrax mostra una ratlla taronja en el dors i diverses petites taques blanques. Les ales són clares amb marques fosques.
Aquesta espècie és folívora, que s'alimenta essencialment de fulles. És una espècie solitària, inofensiva per als conreus. Els exemplars adults poden trobar-se principalment a l'agost i setembre en hàbitats calents i secs.
Després d'apariar-se, aquestes llagostes hivernen com a adults. La posta té lloc a la primavera sota la superfície del sòl i les nimfes apareixen a l'abril. Les nimfes tenen l'aspecte dels adults, llur color varia entre groc i verd brillant o ocre, i amb ales molt petites o absents en els primers temps de vida, fins que es desenvolupen gradualment després de cada muda. Tan sols l'adult té ales funcionals.

## Subespècies
- Anacridium aegyptium var. rubrispinum Bei-Bienko, 1948 = Anacridium rubrispinum Bei-Bienko, 1948

## Sinònims
- Acridium aegyptiums (Linneo, 1758)
- Acridium albidiferum (Walker, F., 1870)
- Acridium indecisum (Walker, F., 1870)
- Acridium lineola
- Acridium indecisum (Walker, F., 1870)
- Flamiruizia stuardoi Liebermann, 1943
- Gryllus aegyptium Linneo, 1764
- Gryllus lineola Fabricius, 1781
- Gryllus nubecula Thunberg, 1815
- Orthacanthacris aegyptia (Linneo, 1764)